# Michela Azzola
Michela Azzola (* 20. November 1991 in Bergamo) ist eine italienische Skirennläuferin. Ihre stärkste Disziplin ist der Slalom.

## Biografie
Azzola nahm ab dem Winter 2006/2007 an FIS-Rennen und nationalen (Jugend-)Meisterschaften teil. Erste unregelmäßige Starts im Europacup folgten ab Januar 2008. In den Jahren 2009 und 2010 nahm Azzola an den Juniorenweltmeisterschaften teil und erzielte als bestes Resultat den 20. Platz im Slalom von Garmisch-Partenkirchen 2009. Bei den italienischen Jugend- und Juniorenmeisterschaften erreichte sie 2009 und 2010 drei zweite Plätze.
Nachdem Azzola im Winter 2009/2010 erste Punkte im Europacup gewonnen hatte, erreichte sie am 19. Dezember 2010 als Fünfte des Riesenslaloms in Limone Piemonte ihr erstes Top-10-Ergebnis in dieser Rennserie. Nach zwei weiteren Platzierungen unter den besten zehn feierte sie am 18. März 2012 im Slalom von Courmayeur, dem letzten Rennen der Saison 2011/12, ihren ersten Europacupsieg. Der zweite folgte zu Beginn des nächsten Winters, am 26. November 2012 im Slalom von Vemdalen. Einen Monat davor, am 27. Oktober 2012, war sie im Riesenslalom von Sölden erstmals im Weltcup gestartet. Die ersten Weltcuppunkte gewann Azzola am 29. Dezember 2012 mit Platz 19 im Slalom von Semmering. Zum Abschluss der Saison konnte sie die Slalom-Disziplinenwertung des Europacups für sich entscheiden. Ihr bisher bestes Weltcupergebnis erzielte sie am 5. Januar 2014 mit Platz 11 im Slalom von Bormio.

## Erfolge

### Weltcup
- 3 Platzierungen unter den besten 20

### Europacup
- Saison 2012/13: 1. Slalomwertung
- 5 Podestplätze, davon 3 Siege:

| Datum             | Ort        | Land     | Disziplin |
| ----------------- | ---------- | -------- | --------- |
| 18. März 2012     | Courmayeur | Italien  | Slalom    |
| 26. November 2012 | Vemdalen   | Schweden | Slalom    |
| 1. Februar 2013   | Zakopane   | Polen    | Slalom    |

### Juniorenweltmeisterschaften
- Garmisch-Partenkirchen 2009: 20. Slalom, 42. Riesenslalom
- Mont Blanc 2010: 22. Slalom, 23. Abfahrt

### Weitere Erfolge
- 1 Sieg im South American Cup
- 5 Siege in FIS-Rennen